# Sant Aleix jacent
Sant Aleix jacent és una escultura barroca de l'artista Lluís Bonifaç i Massó, realitzada a l'abril de 1769, tallada en fusta policromada i actualment conservada a l'església de Sant Joan Baptista de Valls, Tarragona.

## Context històric
Lluís Bonifaç es troba dins del moviment artístic conegut com a barroc. En l'àmbit artístic, aquest moviment és víctima de la Contrareforma que portarà a un gran ressorgiment de l'art religiós. Els personatges més il·lustres del moment adopten aquest estil de vida, ja que s'utilitza com a símbol de poder i ostentació. Des de Madrid arriben les influències de la Real Academia de Bellas Artes de San Fernando, de la qual Lluís Bonifaç en rep reconeixement, i que comporten la introducció de l'acadèmia com a institució a Catalunya.
La relació que s'hi pot trobar entre Sant Aleix jacent i l'àmbit artístic en què es trobava aquest artista és que el tema de la mort i de la pobresa eren representats com a temes principals i normalment des d'un punt de vista religiós, ja que d'aquesta manera els temes, si estaven conduïts en àmbits religiosos, podien a arribar a un gran nombre de persones.
Com a exponents de l'art religiós, la nissaga dels Bonifaç comprèn prop de cent vint-i-cinc anys de l'art català, de manera que resulta difícil i laboriós estudiar-los per separat i atribuir cadascun d'ells a un moviment. A més parlaríem d'escultors amb tallers independents, una gran producció i una personalitat molt diferent.

## Producció
La realització del retaule de Sant Aleix esdevé un moment molt especial en la carrera de Lluís Bonifaç. L'escultor acceptà l'encàrrec de l'església per realitzar la imatge de Sant Aleix, a petició del seu avi i mestre Lluís Bonifaç i Sastre, ja que la família pel seu origen italià es declarava com a devota de dit Sant. La religiositat i fanatisme de Lluís Bonifaç van fer la resta alhora d'acceptar la feina.
La capella de Sant Aleix va servir com a sepultura de la família Bonifaç, així com de la família Ixart, comerciants vallencs i clients dels escultors Bonifaç, que a més van esser els pagadors del daurat de l'obra. A part que es tractava d'una escultura especial per a Bonifaç, el contracte es va fer d'una manera familiar com molts altres, és a dir que el contracte consistia en un testimoni de bona fe, on s'estipulaven els pagaments i les tasques. En aquest cas, la realització de l'escultura quedava en mans de Bonifaç i com s'ha dit anteriorment, el daurat de la peça corresponia a la casa Ichart, la resta de les despeses van quedar atribuïdes a parts iguals.
Com en treballs anteriors de Lluís Bonifaç, el vistiplau constant no era en cap cas necessari, ja que l'escultor havia demostrat ser molt capaç i, per tant, se li permetia una gran llibertat creativa i rara vegada se li fixaven obligacions. El 29 de febrer de 1769, Mossèn Anton Bonifaç, oncle de l'escultor oficia una missa i beneeix el retaule, però no és fins al 24 de juny de 1771 quan el mateix Mossèn Anton diu la primera missa sobre el retaule ja daurat. Com s'ha dit anteriorment per a Lluís Bonifaç, la imatge de Sant Aleix no era una feina com qualsevol de les que havia realitzat, i com fou el seu desig, en ella hi descansa tota la seva nissaga. Com ens fa saber l'escriptor César Martinell en el Llibre de notes de Lluís Bonifaç i Massó. Escultor de Valls, l'escultor anomenarà a partir d'ara la imatge com “el meu retaule”.

## Descripció de l'obra

### Capella de Sant Aleix

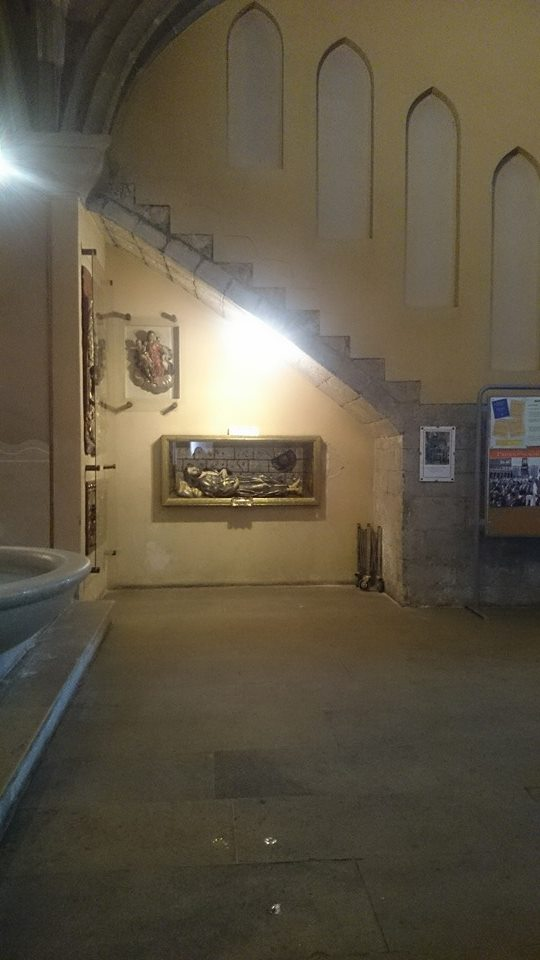
Situació de la capella de Sant Aleix dintre de l'església de Sant Joan de Valls.

Com ja s'ha dit anteriorment, la imatge de sant Aleix es troba a l'església de Sant Joan Baptista de Valls, en una petita capella que duu el mateix nom. En el llibre "Els Bonifaç, una nissaga d'escultors", els autors Sofia Mata i Jordi Paris ens descriuen la capella de la manera següent: 
"La capella era molt reduïda, situada a sota d'una de les escales del cor. Aprofitava tot l'espai disponible, que estava decorat amb motllures i plafons. A l'interior de la capella, hi havia, dins d'una urna de vidre, la imatge jacent de Sant Aleix (1,20m), amb alguns elements del vestuari de roba.

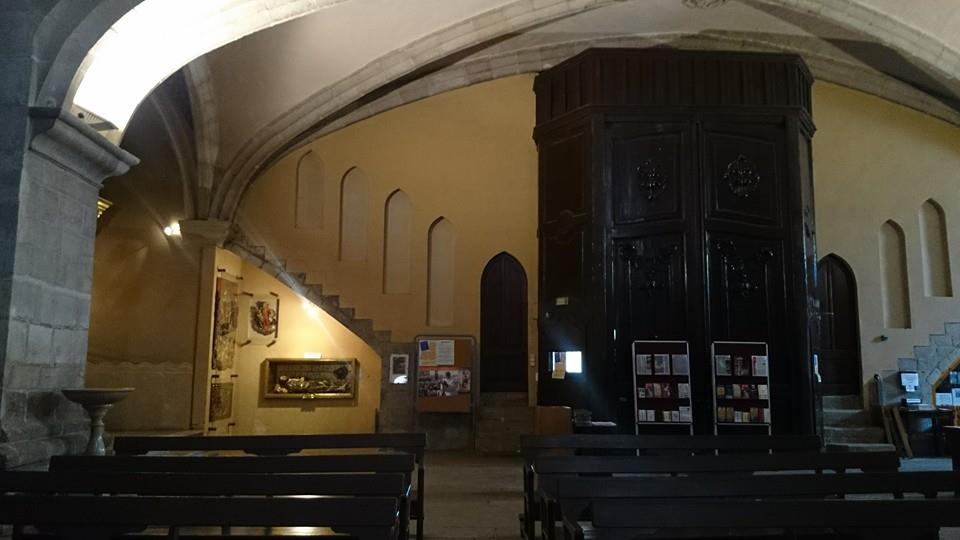
Situació de la capella de Sant Aleix dintre de l'església de Sant Joan de Valls.

 A la part superior, un relleu amb la Mare de Déu acollint les ànimes. Al costat 
esquerre, un plafó amb l'escena en què sant Aleix s'acomiada de la seva esposa al mateix dia de les seves noces, que és, suposadament, un retrat de Lluís Bonifaç i de la seva esposa. A l'altre costat, un plafó de sant Aleix temptat pel dimoni. Hi havia també les imatges de santa Sabina, sant Ferran i santa Teresa. Al frontal de l'altar hi havia els escuts de la família Bonifaç (un cap de perfil, amb una corona reial) i el de la família Ixart (una xarxa de peixos). Fou consagrat el 17 d'abril de 1769, dia de Sant Aleix, per l'oncle de l'escultor, Mn Anton Bonifaci, beneficiat de l'església de Valls. El retaule va ser daurat abans del 24 de juny de 1771, dia en què s'hi digué la primera missa, i finalment destruït el 1936. Actualment es conserven la imatge de sant Aleix, el plafó de les temptacions del sant, el plafó de l'acomiadament de sant Aleix de la seva esposa, i el relleu amb la Mare de Déu. Totes les peces han estat recentment restaurades."

### Sant Aleix Jacent
En aquesta escultura Lluís Bonifaç i Massó representa a Sant Aleix com el pelegrí que havia estat i que havia tornat a la seva ciutat d'origen. L'escultura exempta i jacent de Sant Aleix està representat difunt; aquest porta la roba de pelegrinatge gastada, envellida i esquinçada. Un altre dels trets que el descriuen com un peregrí és pel fet que l'estàtua va descalça, això també es pot relacionar amb el pelegrinatge. A la mà hi portava una nota enrotllada (actualment desapareguda) que es podria dir que era el document 

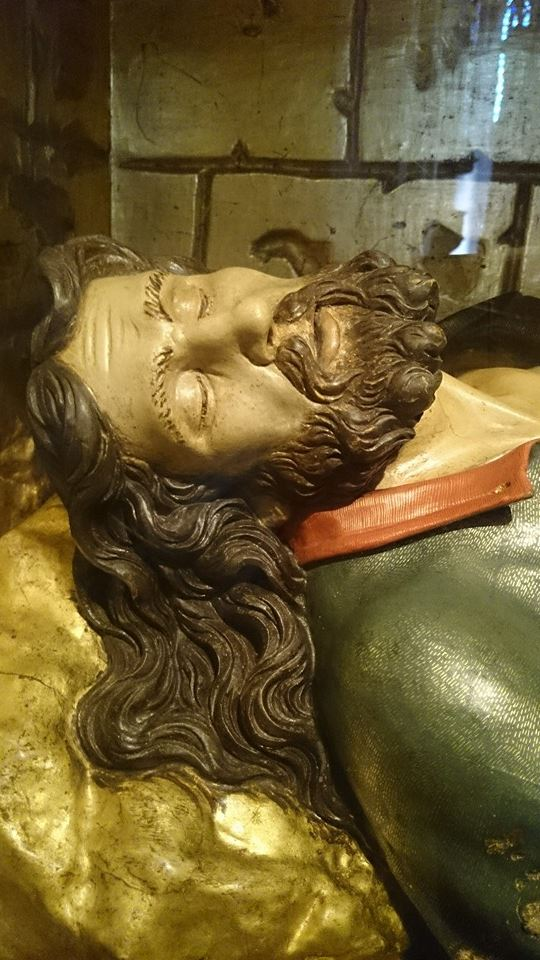
Sant Aleix Jacent, detall del rostre de Sant Aleix.

identificador del sant. També podem observar el clàssic barret que porten aquelles persones que feien pelegriantge, situat a la paret daurada del fons tot imitant les totxanes d'un mur real. La imatge de Sant Aleix està tancada dins d'una vitrina, de manera que sembla que aquest estigui tancat dins d'una urna funerària. Damunt de l'urna hi trobem, a la paret, el relleu de la Mare de Déu amb el seu nen en els seus braços (això representa que acull l'ànima del sant, i al mateix temps, dels familiars Bonifaç). A sota del Sant, podem observar una placa identificativa daurada on hi apareix el nom del sant i l'autor de l'escultura, és a dir, Lluís Bonifaç i Massó.
L'escultura està feta de talla de fusta policromada i daurada, dit anteriorment. Predominen molt els colors foscos, contraposats amb colors més clars i plans que podem trobar als plafons de la capella i que també es contraposen amb el daurat que es pot trobar en gran part de dins l'urna.

### Tècnica
Com a membre d'aquesta gran nissaga, Lluís és hereu de les tècniques escultòriques dels seus predecessors. Tant l'avi com el besavi de Lluís li van proporcionar un gran coneixement i d'ells en deriva la seva tècnica i estil personal. Lluís Bonifaç fou un home meticulós, de manera que va documentar algunes receptes de productes per a treballar la fusta, com la d'un cèlebre vernís que ell mateix fabricava i que feia servir sovint en les seves peces com per exemple en la del cadirat del cor de la Seu de Lleida.
Degut al seu alt cost, el daurat i l'estofat de moltes peces de Bonifaç quedaven en mans dels pagadors, que s'encarregaven de facilitar els materials, estris i sis s'esqueia d'altres estufadors o dauradors que poguessin col·laborar en l'enllestiment de la peça. Tot i que en el cas de Sant Aleix no es dona, en les altres demandes que havia acceptat Bonifaç, cada cost, cada feina i cada pagador quedaven dictats en el contracte.

## Vida de Sant Aleix
Aleix era un patrici romà del segle iv, fill d'Eufemiano i Agalé. La llegenda de Sant Aleix ens explica que va ser promès amb Sabina, dona que a la mateixa nit de noces, el va convèncer perquè renunciés al matrimoni a canvi d'una vida lliurada a la fe. D'aquesta manera Aleix ho acceptà i inicià el seu viatge a Terra Santa com a pelegrí. Aleix embarcà cap al nord de Síria, passant per Laodicea i després a Edessa, llocs on vivia demanant almoina.

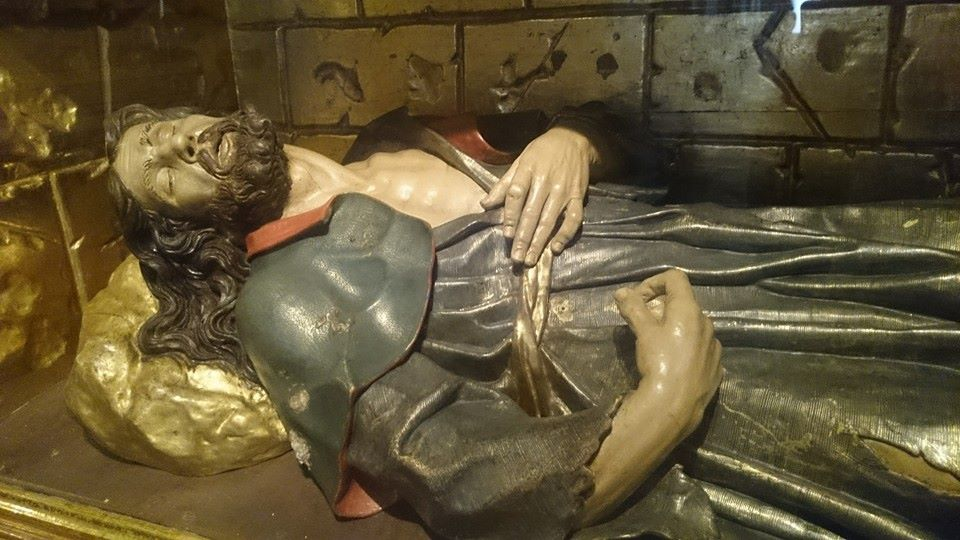
Sant Aleix Jacent, tronc superior de Sant Aleix.

Disset anys més tard va tornar a Roma a casa seva com a membre i viatger d'un orde mendicant. Al seu retorn a casa demana almoina però ningú de la família l'arriba a reconèixer. Va ser acollit a casa seva com a mendicant durant disset anys dormint sota l'escala de l'entrada. Aleix, abans de morir va escriure la seva vida en un petit fragment de paper, explicant perquè va renunciar al casament, el viatge a Edessa i la seva vida posterior. Un cop mort, segons la llegenda, el seu pare va poder obrir-li la mà per agafar el paper i poder llegir-lo. El seu pare va quedar enormement sorprès en veure que el seu convidat no era un simple mendicant sinó el seu propi fill.

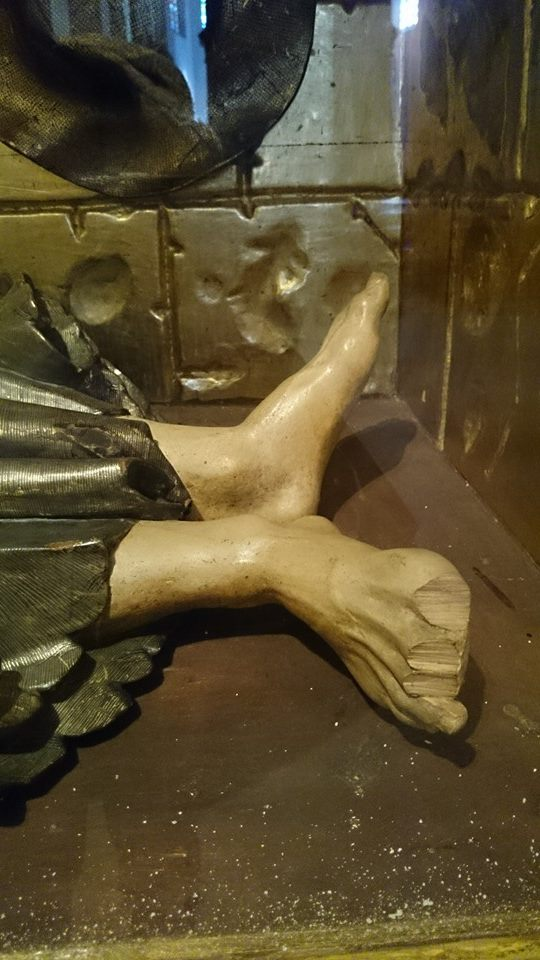
Sant Aleix Jacent, peus de Sant Aleix.